# Margherita Caffi

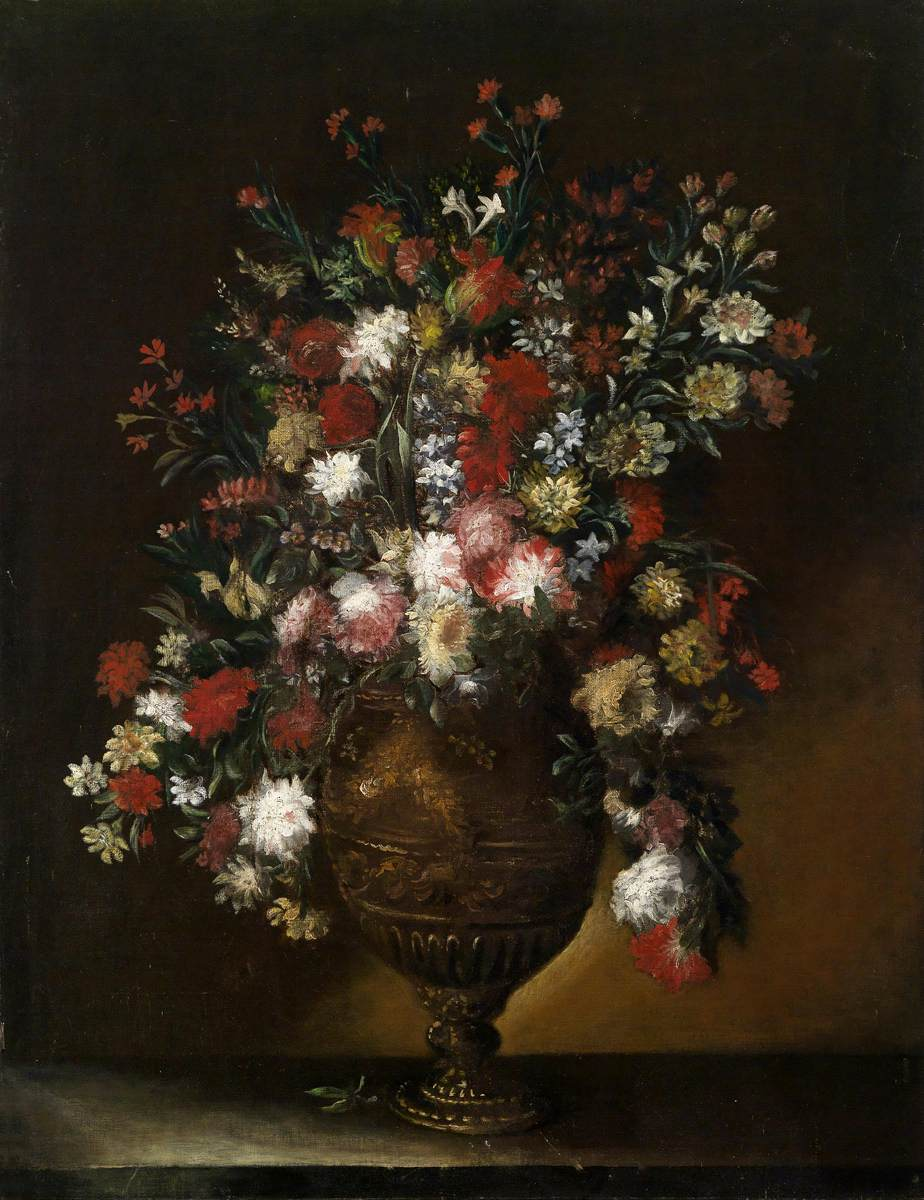
Margherita Caffi: Blumenvase, Öl auf Leinwand, 108 × 84 cm, Privatsammlung

Margherita Caffi (* um 1650; † 20. September 1710 in Mailand, Herzogtum Mailand) war eine italienische Malerin von Blumen- und Früchtestillleben.

## Leben
Margherita Caffi wurde um 1650 vermutlich in Mailand als Tochter des Stilllebenmalers Francesco Volò und dessen Frau Veronica geboren. Wahrscheinlich absolvierte sie eine Lehre in der Werkstatt ihres Onkels Vincenzo Volò, die von Giuseppe Vicenzino übernommen wurde. 1668 heiratete sie den Stilllebenmaler Ludovico Caffi in Cremona. Das Paar bekam mindestens vier Kinder. 1670 mussten sie Cremona verlassen und ließen sich in Piacenza nieder. Ihre letzten Lebensjahre verbrachte Margherita Caffi in Mailand, wo sie 1710 starb.

## Werk

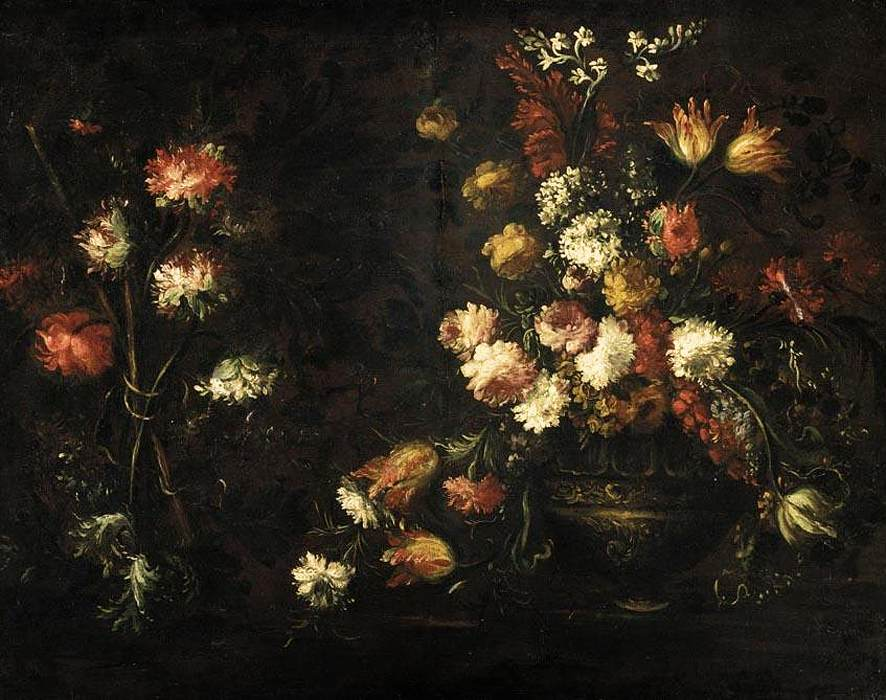
Stillleben mit Blumenvase

Von Margherita Caffi sind rund 30 Gemälde auf Leinwand bekannt, von denen nur wenige signiert und datiert sind. Die Stillleben zeigen meist Blumenarrangements in unterschiedlicher Größe. Im Gegensatz zu anderen Stillleben ihrer Zeit, die streng geordnet aufgebaute Bouquets und Obstschalen zeigen, sind Caffis Werke asymmetrisch und meist im Querformat angelegt. Die Blumen erscheinen natürlich und zufällig angeordnet, häufig ohne sichtbare Vasen. Die Blüten erscheinen in Rot-, Blau- und Weißtönen vor einem dunklen Hintergrund. Die Farbe ist dabei in mehreren Schichten großzügig aufgetragen, ähnlich der römischen Tradition der Stilllebenmalerei um Mario Nuzzi. Caffis virtuoser, dekorativer Stil ist für ihre Zeit außergewöhnlich und war erst im 19. Jahrhundert verbreiteter. Sie beeinflusste Künstler wie Elisabetta Marchioni († um 1700) und gilt als Vorläuferin des venezianischen Barock eines Francesco Guardi.
Caffis Stillleben wurden zu ihrer Zeit von vielen Sammlern geschätzt. Ferdinando de’ Medici erwarb 1686 mehrere Arbeiten. Daneben hatte sie weitere fürstliche Auftraggeber, darunter den Hof Erzherzog Ferdinand Karls in Innsbruck und den Hof in Madrid und soll Schlösser in der Lombardei, der Toskana und in Tirol ausgestattet haben. Zahlreiche Bilder wurden nach Spanien exportiert, was möglicherweise auf die Beziehungen zwischen dem spanischen Hof und den Medici zurückzuführen ist.
Die meisten Werke Caffis befinden sich heute in Privatbesitz, einige Gemälde werden unter anderem im Palazzo Pitti und den Uffizien in Florenz, im Museo del Prado in Madrid und im Kunsthistorischen Museum Wien aufbewahrt.